# 普卡科查山 (胡寧-利馬)
11°33′41″S 76°13′33″W / 11.56139°S 76.22583°W
普卡科查山（Pukaqucha），是秘魯的山峰，位於該國中部胡寧大區和利馬大區，由堯利省和瓦羅奇里省負責管轄，屬於安地斯山脈的一部分，海拔高度5,100米。